# جامعة العقبة للتكنولوجيا
جامعة العقبة للتكنولوجيا هي جامعة أردنية خاصة، وتعد الجامعة الخاصة الأولى في العقبة. تقع الجامعة على بعد خمسة عشر كيلومترًا جنوب مدينة العقبة وعلى مساحة 500 دونم. بدأت الجامعة في عام 2015 بكليتين كلية العلوم الإدارية والمالية وكلية تكنولوجيا المعلومات.